# Krembz
Krembz är en kommun och ort i Landkreis Nordwestmecklenburg i förbundslandet Mecklenburg-Vorpommern i Tyskland.
I kommunen finns orterna Alt Steinbeck, Groß Salitz, Krembz, Neu Steinbeck, Radegast, Schönwolde och Stöllnitz.
Kommunen ingår i kommunalförbundet Amt Gadebusch tillsammans med kommunerna Dragun, Gadebusch, Kneese, Mühlen Eichsen, Roggendorf, Rögnitz och Veelböken.